# Jan Kmenta
Jan Kmenta (3. ledna 1928 – 24. července 2016) byl česko-americký ekonom. Do léta 2016 byl emeritním profesorem ekonomie a statistiky na University of Michigan a hostujícím profesorem na CERGE-EI v Praze.

## Život
Kmenta začal v roce 1948 studovat statistiku na ČVUT v Praze. Univerzitu opustil v září 1949 po komunistickém převratu a uprchl do západního Německa, kde více než rok žil v uprchlických táborech.  Poté emigroval do Austrálie v prosinci 1950 v rámci její dvouleté imigrační politiky zvané „indentured labor“. Kmenta byl pověřen prací v kamenolomu v Pictonu (nedaleko Sydney). Později odjel do Sydney a setkal se s profesorem Technické akademie v Ultimu, který ověřil Kmentovy statistické znalosti a okamžitě ho chtěl najmout na statistické výpočty. Pracovní úřad v Sydney však přijetí zabránil kvůli Kmentovu statusu imigranta a místo toho mladého muže přidělil do závodu na lisování kovů v Balmainu. Kmenta se naučil anglicky poslechem rádia a četbou novin s anglicko-českým slovníkem. Později získal práci jako dezinfektor v nemocnici pro tuberkulózní pacienty v Randwicku. Univerzita v Sydney v té době nabízela večerní kurzy pro vojáky, do kterých se Kmenta zapsal a připojil se tak k dalším Čechům, kteří se studovali při práci dne. Profesor Charles Birch jim pomáhal ohledně přijetí na univerzitu a podobných záležitostí.
Kmenta dostal bakalářský titul Univerzitě v Sydney v roce 1955. Pak získal Fulbrightovo stipendium a přestěhoval se do Spojených států, kde v roce 1964 získal titul Ph.D. z ekonomie na Stanfordově univerzitě. Na Stanfordově univerzitě byl ovlivněn tamními významnými profesory včetně Kennetha Arrowa a Arthura Goldbergera, kteří rozvíjeli exaktní přístup k ekonomii a ekonometrii.
Kmentovou manželkou se stala australská filmařka Barbara Chobocky.

## Dílo
Poté, co v roce 1964 získal doktorát z ekonomie s vedlejší specializací na statistiku na Stanfordu pod vedením Kennetha Arrowa, Kmenta zastával akademické pozice na University of Wisconsin 1964–65, Michigan State University 1965–73 a University of Michigan 1973–93 (emeritní profesor v letech 1993-2016) a byl hostujícím členem fakulty na univerzitách v pěti zemích. Kmenta během své kariéry obdržel 24 akademických vyznamenání, ocenění a cen. V roce 1970 se stal členem Americké statistické asociace a v roce 1980 členem Ekonometrické společnosti. Roku 2010 obdržel českou cenu Neuron za celoživotní dílo v oboru ekonomie.
Kmenta hodně psal o ekonometrických modelech a metodách. Spolu s Jamesem B. Ramseym editoval knihy Evaluation of Econometric Models a Large Scale Macro-Econometric Models: Theory and Practice a je autorem nejméně 34 publikovaných ekonometrických prací. Jeho práce analyzují témata jako vlastnosti odhadů na malém vzorku, chybějící pozorování, odhady parametrů produkčních funkcí a hřebenová regrese. Velká část jeho publikovaných výzkumů se zaměřuje na ekonometrické problémy, které jsou relevantní v oblastech přesahujících ekonomií.
Jako pedagog je Jan Kmenta nejznámější díky své mezinárodně uznávané učebnici ekonometrie Elements of Econometrics, která byla poprvé vydána v roce 1971 a ve druhém vydání roku 1986 byla značně revidována. V průběhu let byla publikována také ve španělštině, portugalštině, perštině a chorvatštině.